# Thiania viscaensis
Thiania viscaensis är en spindelart som beskrevs av Barrion, Litsinger 1995. Thiania viscaensis ingår i släktet Thiania och familjen hoppspindlar. Inga underarter finns listade i Catalogue of Life.